# Ouenza
Ouenza è una città dell'Algeria, capoluogo dell'omonimo distretto, nella provincia di Tébessa.